# Sober (Lugo)
Sober – miasto w Hiszpanii we wschodniej Galicji w prowincji Lugo, znajduje się 77 km od stolicy prowincji.